# Baron McGowan

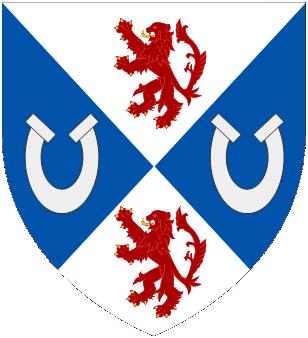
Wappen der Barone McGowan

Baron McGowan, of Ardeer in the County of Ayr, ist ein erblicher britischer Adelstitel in der Peerage of the United Kingdom.
Familiensitz der Barone ist Highway House in Froyle in East Hampshire.

## Verleihung
Der Titel wurde durch ein Letters Patent vom 24. Februar 1937 an Sir Harry McGowan verliehen, den langjährigen Vorstandsvorsitzenden des Chemieindustrieunternehmens Imperial Chemical Industries.
Der derzeitige Titelinhaber als 4. Baron, sein Urenkel Harry John Charles McGowan, ist ein Sohn von Lady Gillian Angela Pepys, eine Tochter von John Pepys, 7. Earl of Cottenham.

## Liste der Barone McGowan (1937)
- Harry Duncan McGowan, 1. Baron McGowan (1874–1961)
- Harry Wilson McGowan, 2. Baron McGowan (1906–1966)
- Harry Duncan Cory McGowan, 3. Baron McGowan (1938–2003)
- Harry John Charles McGowan, 4. Baron McGowan (* 1971)

Voraussichtlicher Titelerbe (Heir Presumptive) ist Dominic James Wilson McGowan (* 1951), der Onkel des derzeitigen Titelinhabers.